# Strumigenys elongata
Strumigenys elongata är en myrart som beskrevs av Julius Roger 1863. Strumigenys elongata ingår i släktet Strumigenys och familjen myror. Inga underarter finns listade i Catalogue of Life.

## Bildgalleri

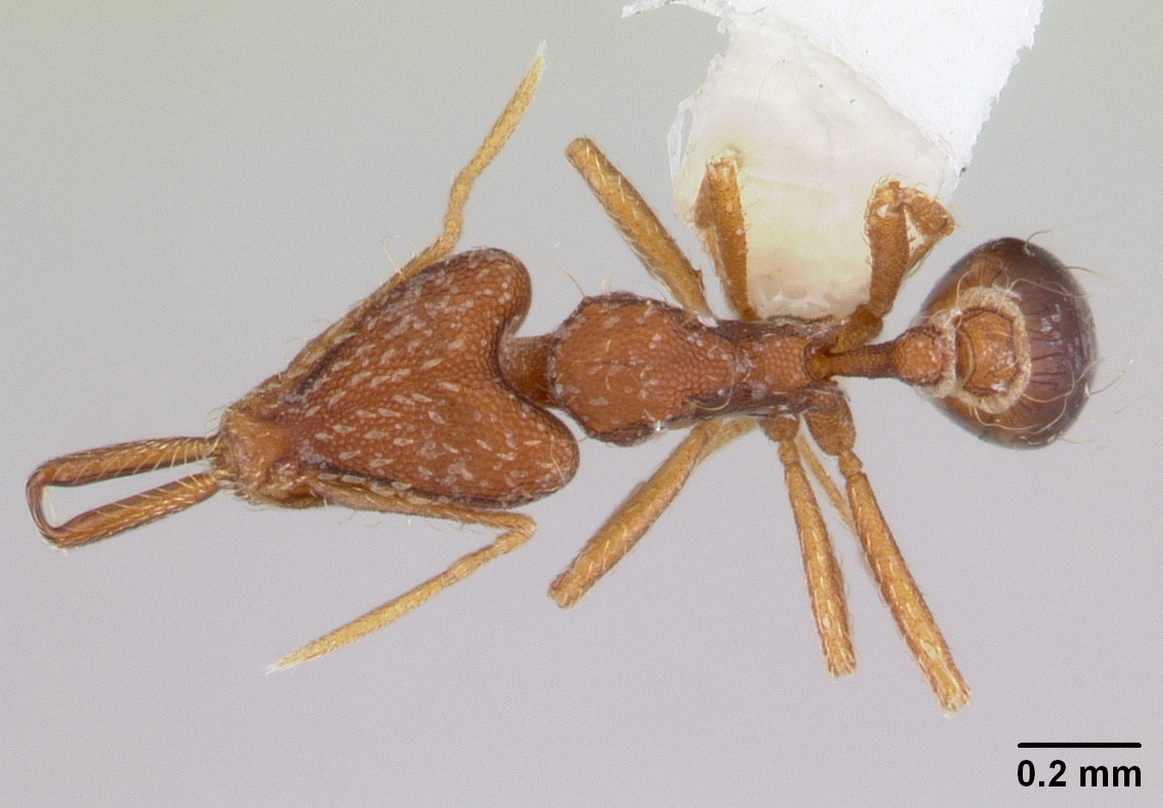
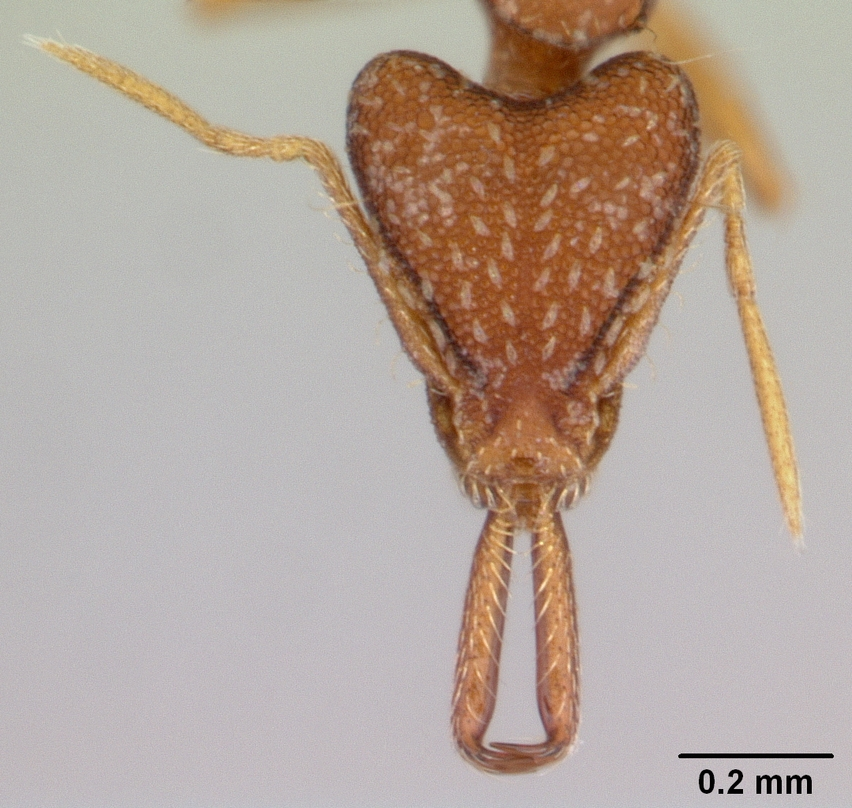
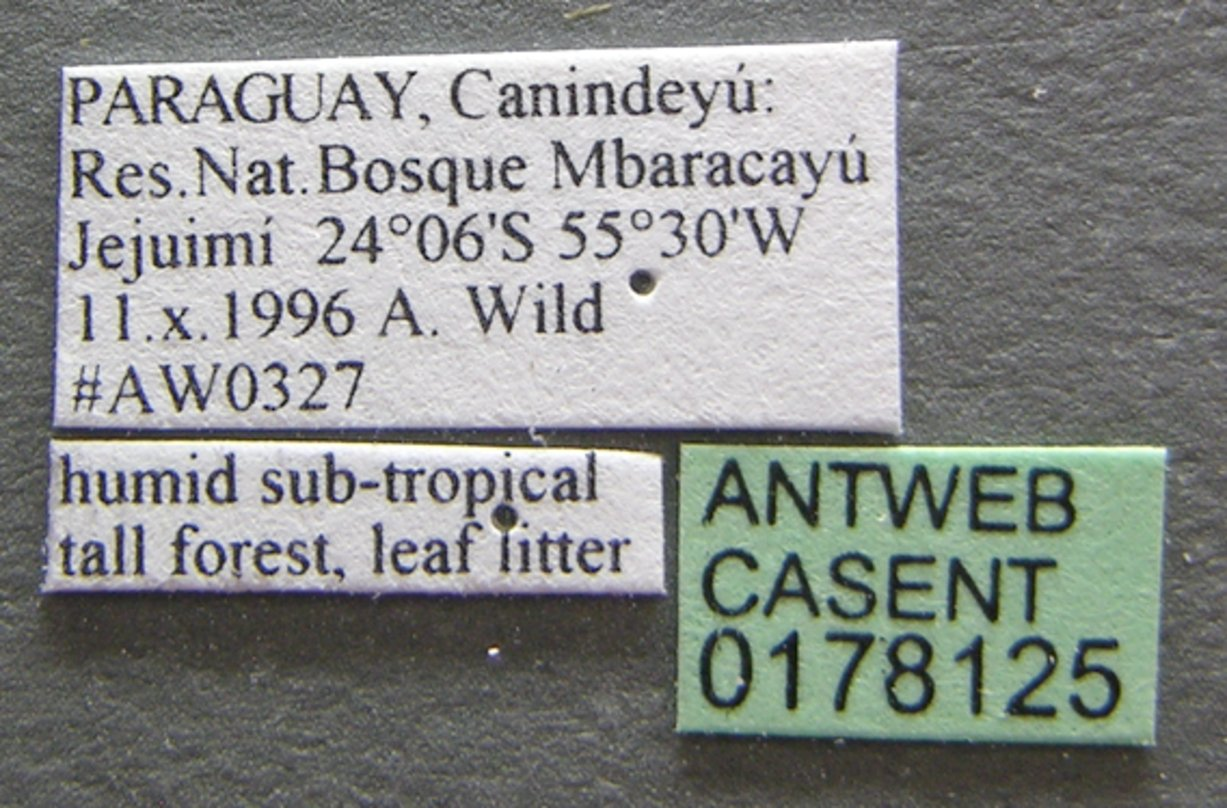
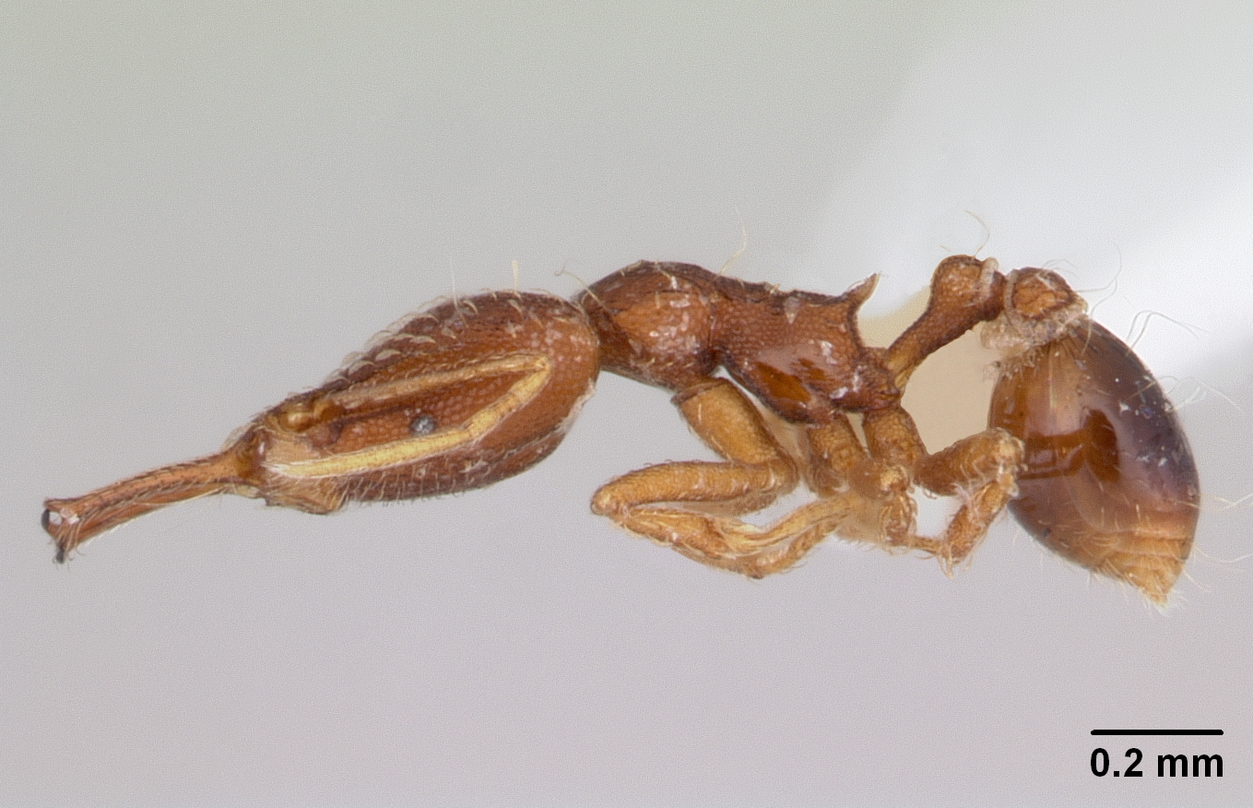
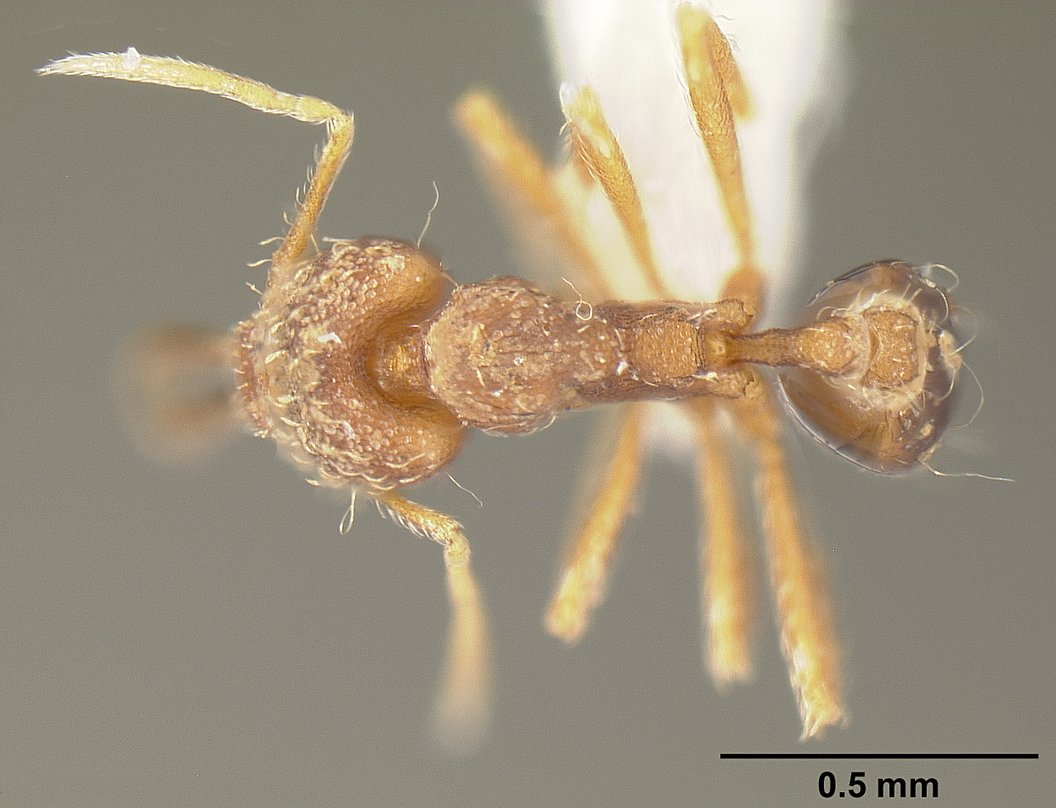
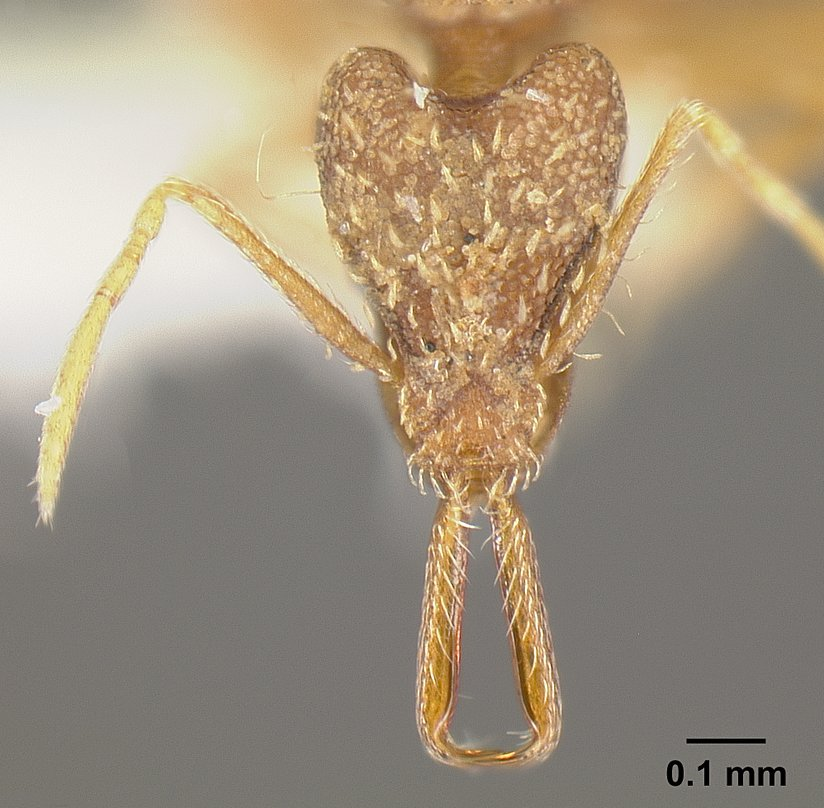